# Cabela’s 4x4 Off-Road Adventure 2
Cabela's 4x4 Off-Road Adventure 2 — автосимулятор, разработанный Clever's Development в 2001 году и выпущенный Activision Value.
Игра представляет собой симулятор внедорожного триала, основной и единственной задачей является достижение контрольной точки (или нескольких точек) от места старта. Отсутствуют соперники, отсутствует секундомер, отсутствует разметка трассы, игрок свободен в выборе пути до контрольной точки и может потратить на её достижение любое количество времени. Игроку предлагается 10 машин, открывающихся по мере прохождения игры. Машины повреждаемые и достаточно хрупкие, что вынуждает игрока быть осторожнее и тщательнее выбирать путь, так как повреждения ощутимо влияют на характеристики машин. Имеется 6 локаций (одна из них бонусная) и 5 режимов (для каждой локации). Режимы определяют способ навигации (по карте, по компасу, по датчику расстояния до точки) и количество контрольных точек. Есть также бонусный режим Freedom, где игрок может свободно, без конечной цели, перемещаться по локации, особенностью которого является отсутствие повреждений машины.